# Kimotsuki
Kimotsuki (肝付町?) è una cittadina giapponese della prefettura di Kagoshima.
In questa città si trova il Centro spaziale di Uchinoura.